# Nyssocnemis ledereri
Nyssocnemis ledereri är en fjärilsart som beskrevs av Herrich-Schäffer 1856. Nyssocnemis ledereri ingår i släktet Nyssocnemis och familjen nattflyn. Inga underarter finns listade i Catalogue of Life.